# Pedro Xavier
Pour les articles homonymes, voir Xavier.
Pedro Xavier, de son nom complet Pedro Alexandre Marques Caldas Xavier  est un footballeur portugais né le 26 janvier 1962 à Lourenço-Marques. Il évoluait au poste d'attaquant.

## Biographie

### En club
Frère jumeau de Carlos Xavier, Pedro Xavier évolue au Portugal dans de nombreux clubs,,.
Avec l'Estrela da Amadora, il remporte la Coupe du Portugal en 1990,.
Il dispute 224 matchs pour 48 buts marqués en première division portugaise durant 10 saisons,.

### En équipe nationale
International portugais, il reçoit quatre sélections en équipe du Portugal entre 1985 et 1989, pour aucun but marqué.
Son premier match est disputé le 25 septembre 1985 dans le cadre des qualifications pour la Coupe du monde 1986 contre la Tchécoslovaquie (victoire 1-0 à Prague).
Il dispute un match amical le 19 février 1986 contre l'Allemagne de l'Est (défaite 1-3 à Braga).
Il joue ses deux derniers matchs dans le cadre des qualifications pour la Coupe du monde 1990. Le 11 octobre 1989, il joue contre le Luxembourg (victoire 3-0 à Sarrebruck). Son dernier match est disputé le 15 novembre 1989 contre la Tchécoslovaquie (match nul 0-0 à Lisbonne).

## Palmarès
Avec l'Estrela da Amadora  :
- Vainqueur de la Coupe du Portugal en 1990

Avec South China :
- Champion de Hong Kong en 1997
- Vainqueur de la Coupe de Hong Kong en 1997